# Тешић
Тешић је српско презиме. Познате особе са овим презименом су:
- Стив Тешић (1942–1996), српско-амерички сценариста